# Harald Gehrig
Harald Gehrig (* 3. März 1954 in Tauberbischofsheim) ist ein deutscher Diplomat im Ruhestand. Er war zuletzt von 2014 bis 2019 Botschafter in Madagaskar.

## Leben
Gehrig absolvierte nach dem Abitur zwischen 1974 und 1981 ein Studium der Rechtswissenschaften, das er 1981 mit der Ersten juristischen Staatsprüfung absolvierte. Nach dem darauf folgenden Rechtsreferendariat legte er 1984 seine Zweite juristische Staatsprüfung ab und war danach zwischen 1984 und 1986 Mitarbeiter des DAAD und arbeitete an deren erstem Studentischen Austausch- und Sprachprogramm in Tokio mit.
1986 begann er den Vorbereitungsdienst für den höheren Auswärtigen Dienst und trat nach dessen Abschluss 1987 in das Auswärtige Amt ein. Nach einer Verwendung in der Personalabteilung in der Zentrale des Auswärtigen Amtes in Bonn war er von 1988 bis 1991 erstmals Mitarbeiter an der Botschaft in Japan sowie im Anschluss von 1991 bis 1995 der Kulturabteilung des Auswärtigen Amtes.
Nachdem er zwischen 1995 und 1997 Ständiger Vertreter des Botschafters im Jemen war, wurde Gehrig als Nachfolger von Ralf Andreas Breth 1997 Leiter des Generalkonsulats in Hermannstadt. Dieses Amt bekleidete er bis zu seiner Ablösung durch Peter Adamek im Juli 2001. Für seine Verdienste um die deutsch-rumänischen Beziehungen verlieh ihm der Stadtrat von Hermannstadt die Ehrenbürgerwürde.
Nach seiner Rückkehr nach Deutschland fungierte er zwischen 2001 und 2006 als stellvertretender Chef des Protokolls des Auswärtigen Amtes, ehe er im Juli 2006 erneut an die Botschaft in Japan wechselte, und dort bis 2011 Leiter des Kulturreferats war. Anschließend war er von 2011 bis Juli 2014 Vortragender Legationsrat Erster Klasse und Leiter eines Referats in der Rechtsabteilung des Auswärtigen Amtes.
Im August 2014 wurde Gehrig Botschafter in Madagaskar und damit Nachfolger von Ulrich Hochschild, der im Juni 2014 in den Ruhestand getreten war. Am 13. August 2014 überreichte er sein Beglaubigungsschreiben dem Staatspräsidenten von Madagaskar, Hery Rajaonarimampianina. Seine Akkreditierung umfasst auch die diplomatische Zuständigkeit für die Komoren und Mauritius.
Am 4. Dezember 2014 begrüßte er die Fregatte Lübeck (F 214) unter dem Kommandanten, Fregattenkapitän Peter Christian Semrau zusammen mit dem Befehlshaber der madagassischen Streitkräfte und dem Befehlshaber der Marine Madagaskars im Hafen von Antsiranana. Die Lübeck nahm im Herbst 2014 an der Operation Atalanta am Horn von Afrika teil.
Mitte 2019 übergab er die Amtsgeschäfte seinem Nachfolger Michael Gerus und ging in Pension. Nach seinem Abschied vom Auswärtigen Amt  bewarb er sich um das Amt des Bürgermeisters seiner Heimatstadt Tauberbischofsheim, war allerdings nicht erfolgreich.